# Psammoecus dentatus
Psammoecus dentatus es una especie de coleóptero de la familia Silvanidae.

## Distribución geográfica
Habita en Nueva Guinea.